# Federico Sacchi
Federico Jorge Sacchi (ur. 9 sierpnia 1936 w Rosario, zm. 7 listopada 2023) – argentyński piłkarz noszący przydomek Polaco, lewy pomocnik, rozgrywający. Wzrost 182 cm, waga 77 kg. Później trener.

## Kariera
Urodzony w Rosario Sacchi w piłkę zaczął grać w klubie Tiro Federal Rosario. W 1958 roku rozpoczął zawodową karierę piłkarską w drużynie Newell’s Old Boys Rosario. Jako gracz Newell’s Old Boys zagrał w barwach reprezentacji Argentyny w 1960 w dwóch meczach z Ekwadorem w ramach eliminacji do finałów mistrzostw świata.
Następnie wziął udział w turnieju Copa del Atlántico 1960, gdzie Argentyna zajęła drugie miejsce. Sacchi zagrał w dwóch meczach - z Paragwajem i Brazylią.
W 1961 roku został piłkarzem klubu Racing Club de Avellaneda i w tym samym sezonie razem z nowym klubem zdobył swój pierwszy tytuł mistrza Argentyny. Dzięki temu razem z Racingiem po raz pierwszy wystąpił w Pucharze Wyzwolicieli - w Copa Libertadores 1962. Jego zespół przegrał jednak rywalizację z urugwajskim klubem Club Nacional de Football i odpadł w fazie grupowej.
Jako piłkarz klubu Racing był w kadrze reprezentacji podczas finałów mistrzostw świata w 1962 roku, gdzie Argentyna odpadła w fazie grupowej. Sacchi zagrał we wszystkich trzech meczach - z Bułgarią, Anglią i Węgrami.
W 1965 roku Sacchi przeszedł do klubu Boca Juniors, z którym w tym samym roku sięgnął po swój drugi tytuł mistrza Argentyny. To pozwoliło na drugi start w Pucharze Wyzwolicieli - w Copa Libertadores 1966. Tym razem drużyna Sacchiego wydostała się z fazy grupowej awansując do fazy półfinałowej.
W 1967 roku zakończył karierę w peruwiańskim klubie Club Sporting Cristal.
Sacchi w latach 1960–1965 rozegrał w reprezentacji Argentyny 15 meczów i zdobył 1 bramkę. Nigdy nie wziął udziału w turnieju Copa América.
Po zakończeniu kariery został trenerem. Pracował jako asystent Césara Luisa Menottiego, do którego dołączył w meczu z Brazylią podczas turnieju Copa América 1979. Samodzielnie prowadził drużyny klubów z niższych lig, w tym CA Tigre i San Martín Tucumán. Opiekował się także młodzieżowymi zespołami Racingu oraz klubu Atlético Rafaela.